# كأس الاتحاد الإنجليزي 2011–12
كأس الاتحاد الإنجليزي لكرة القدم 2011-12 هي الموسم الـ 131 من بطولة كأس الاتحاد الإنجليزي لكرة القدم. فاز بهذه النسخة نادي تشيلسي.
الفائز في هذة المسابقة يتأهل مباشرة إلى دوري أوروبا 2012–13.

## الدور النصف النهائي
14/4/2012
 إنجلترا ليفربول
(2-1)
 إنجلترا إيفرتون
الأهداف:
- ليفربول:سواريز  62' كارول  87'
- ايفرتون:ييلافيتش  23'

15/4/2012
 إنجلترا توتنهام هوتسبير
(1-5)
 إنجلترا تشيلسي
الأهداف:
- تشيلسي:دروجبا  43' ماتا  49'راميرز  77' لامبارد  81' مالودا  90'
- توتنهام هوتسبير:بالى  56'

## الدور النهائي
| تشيلسي (1)                      | 2–1    | نادي ليفربول (1) |
| ------------------------------- | ------ | ---------------- |
| راميريز 11' · ديدييه دروغبا 52' | Report | أندي كارول 64'   |